# Babistanes
Babistanes fou un magnat babiloni que va prendre part activa en el complot contra Darios III de Pèrsia, i inicialment va estar al costat de Bessos de Bactriana quan aquest es va proclamar rei el 330 aC, però tot seguit el va abandonar i es va posar al servei d'Alexandre el Gran.